# Richard Wilson
Richard Wilson (født Ian Carmichael Wilson, 9. juli 1936 i Greenock) er en skotskfødt skuespiller, teaterdirektør og studievært. Han er mest kendt som Victor i den britiske serie One Foot in the Grave og som Gaius i BBC's tv-serie Merlin. Wilson blev i 1994 tildelt Order of the British Empire for sine tjenester inde for drama.

## Baggrund
Wilson blev født den 9. juli hjemme på 141 Dunlop Street, Greenock, Renfrewshire, Skotland præcis klokken 22:40. Her voksede han op med sin ældre søster Moira.
Da Richard blev ældre, gik han i en lille dramagruppe på sin skole. Her debuterede han i en alder af 11 år som Kongen i Prinsessen på ærten.